# Arthroleptella
Arthroleptella – rodzaj płazów bezogonowych z podrodziny Cacosterninae w rodzinie Pyxicephalidae.

## Zasięg występowania
Rodzaj obejmuje gatunki występujące w Prowincji Przylądkowej Zachodniej i Wschodniej oraz w KwaZulu-Natal w Południowej Afryce.

## Systematyka

### Etymologia
Arthroleptella: rodzaj Arthroleptis Smith, 1849; łac. przyrostek zdrabniający -ella.

### Podział systematyczny
Do rodzaju należą następujące gatunki:
- Arthroleptella atermina Turner & Channing, 2017
- Arthroleptella bicolor Hewitt, 1926
- Arthroleptella draconella Turner & Channing, 2017
- Arthroleptella drewesii Channing, Hendricks & Dawood, 1994
- Arthroleptella kogelbergensis Turner & Channing, 2017
- Arthroleptella landdrosia Dawood & Channing, 2000
- Arthroleptella lightfooti (Boulenger, 1910) – artroleptella[5]
- Arthroleptella rugosa Turner & Channing, 2008
- Arthroleptella subvoce Turner, de Villiers, Dawood & Channing, 2004
- Arthroleptella villiersi Hewitt, 1935